# Мак-Клинток, Фрэнсис Леопольд
Фрэ́нсис Ле́опольд Мак-Кли́нток (англ. Francis Leopold McClintock, 8 июля 1819 — 17 ноября 1907) — британский полярный исследователь, адмирал.

## Биография
Родился в Дандолке (Ирландия) 8 июля 1819 года. В 1831 году вступил в Королевский военно-морской флот волонтёром.
В 1848—1849 году принимал участие в экспедиции Джеймса Росса к проливу Барроу. В 1849—1851 годах находился в отряде Гораса Остина и во время зимовки на острове Принца Уэльского совершил множество санных поездок общим протяжением 1300 километров, причём впервые в практике западноевропейских полярников использовал эскимосские нарты с собачьей упряжкой. На острове Бичи ему удалось обнаружить первый зимний лагерь Франклина. Во время этих поездок Мак-Клинток первым обследовал и нанёс на карту всю береговую линию острова Мелвилл.
В 1852—1854 годах Мак-Клинток состоял в эскадре Эдварда Белчера и, двигаясь на запад, проник до острова Мелвилл. Отделившись от Белчера, Мак-Клинток совершил длительную санную поездку общим протяжением 2200 километров, причём проследил и описал 1200-километровую береговую линию нескольких островов, независимо от Мечема открыл остров Принс-Патрик. По возвращении в Англию Мак-Клинток, наравне со всеми прочими участниками экспедиций Белчера и Мак-Клура был предан суду, но оправдан и награждён денежной премией.
В 1857 году Мак-Клинток предпринял своё четвёртое путешествие в Канадскую Арктику. На этот раз он командовал HMS Fox и в связи с неблагоприятной ледовой обстановкой провёл первую зимовку на Баффиновой земле. В следующем году он прошёл через пролив Ланкастер и далее зазимовал в проливе между полуостровом Бутия и островом Сомерсет. Оттуда он предпринял санную поездку на юг, где на острове Кинг-Вильям обнаружил стоянку Франклина и его единственное письменное сообщение, объясняющее причины гибели экспедиции. Эти сведения были дополнены опросами тамошних эскимосов и судьба экспедиции Франклина была выяснена окончательно.
Своё последнее путешествие Мак-Клинток описал в книге The Voyage of the Fox in the Arctic Seas: A Narrative of the Discovery of the Fate of Sir John Franklin and His Companions (London, 1859). Впоследствии Руал Амундсен совершил своё плавание Северо-Западным проходом, руководствуясь данными Мак-Клинтока и Белчера.
По завершении своих путешествий Мак-Клинток продолжил службу в Королевском военно-морском флоте и в 1884 году вышел в отставку в чине адмирала. Скончался 17 ноября 1907 года в Лондоне.
В 1871—1874 годах опыт санных походов Мак-Клинтока использовал Юлиус Пайер при исследовании Земли Франца-Иосифа и назвал в его честь один из открытых островов.

## Звания
- Лейтенант (29.7.1845)
- Коммандер (11.10.1851)
- Капитан (21.10.1854)
- Контр-адмирал (1.10.1871)
- Вице-адмирал (5.8.1877)
- Адмирал (7.7.1884)